# Floorball-Bundesliga 2022/23 (Frauen)
Die Floorball-Bundesliga 2022/23 der Damen war die 29. Spielzeit um die deutsche Floorball-Meisterschaft auf dem Großfeld der Damen.
Als Titelverteidiger gingen in die Dümptener Füchse in die Saison und konnten diesen verteidigen. Die Liga wuchs auf neun Mannschaften heran.

## Teilnehmer
- Dümptener Füchse (Meister, Vorrundenerster)
- ETV Lady Piranhhas Hamburg (Pokalsieger)
- UHC Sparkasse Weißenfels
- MFBC Leipzig/Grimma
- SSF Dragons Bonn
- Red Devils Wernigerode
- FC Stern München
- TV Eiche Horn Bremen (Aufsteiger)
- FloorballBB United (Neueinsteiger)

## Modus
In der Hauptrunde spielte jedes Team jeweils zweimal (Hin- und Rückspiel) gegen jedes andere.
In dieser Saison nahmen sechs Mannschaften an den Play-offs teil. Die Viertelfinals, die Halbfinals und das Finale der Playoffs fanden im Modus Best-of-Three statt. Die besser platzierten Teams der Vorrunde hatten in den Spielen 2 und 3 Heimrecht, die schlechter platzierten Teams der Vorrunde in Spiel 1. Das Spiel um Platz 3 wurde im Modus Best-of-One ausgetragen – das besser platzierte Team der Vorrunde hatte Heimrecht.
Dadurch spielten zunächst der 3. gegen den 6. und der 4. gegen den 5. gegeneinander. Zum Halbfinale kamen dann die beiden bestplatzierten Teams der Vorrunde hinzu. Der 1. spielte gegen den Gewinner aus dem zweiten Viertelfinale und der 2. gegen den Sieger des ersten. Die Verlierer des Halbfinals spielten in einem Spiel den 3. Platz aus. Die beiden Gewinner ermittelten dann in der Final-Serie den Deutschen Floorball-Meister.
Auf Absteiger wurde diese Saison wieder verzichtet, womit die Liga nächste Saison zehn Teilnehmer hätte haben könnte. Der FC Stern München zog sich nach der Saison aus der Bundesliga allerdings freiwillig zurück.

## Tabelle
| Pl. | Verein                         | Sp. | S  | U | N  | SDS | SDN | Tore    | Diff. | Pkt. |
| --- | ------------------------------ | --- | -- | - | -- | --- | --- | ------- | ----- | ---- |
| 1.  | Dümptener Füchse (M, S)        | 16  | 15 | 0 | 0  | 0   | 1   | 169:430 | +126  | 46   |
| 2.  | MFBC Leipzig/Grimma            | 16  | 11 | 1 | 2  | 1   | 1   | 124:490 | +75   | 37   |
| 3.  | Red Devils Wernigerode 1       | 16  | 10 | 1 | 4  | 1   | 0   | 114:710 | +43   | 33   |
| 4.  | ETV Lady Piranhhas Hamburg (P) | 16  | 10 | 0 | 6  | 0   | 0   | 140:650 | +75   | 30   |
| 5.  | UHC Sparkasse Weißenfels       | 16  | 8  | 0 | 6  | 1   | 1   | 90:82   | +8    | 27   |
| 6.  | SSF Dragons Bonn               | 16  | 6  | 0 | 10 | 0   | 0   | 70:81   | −11   | 18   |
| 7.  | FloorballBB United (NE)        | 16  | 4  | 0 | 12 | 0   | 0   | 055:152 | −97   | 12   |
| 8.  | TV Eiche Horn Bremen (N)       | 16  | 3  | 0 | 13 | 0   | 0   | 042:146 | −104  | 9    |
| 9.  | FC Stern München 2             | 16  | 1  | 0 | 15 | 0   | 0   | 024:139 | −115  | 3    |

(M) – Meister, Titelverteidiger 2021/22

(P) – Pokalsieger 2021/22

(V) – Vorrundenerster 2021/22

(N) – Neuzugang, Aufsteiger aus der Regionalliga Nord 2021/22

(NE) – Neueinsteiger

## Play-offs
|  | Viertelfinale | Viertelfinale              | Viertelfinale | Viertelfinale | Viertelfinale |  |  | Halbfinale | Halbfinale                 | Halbfinale | Halbfinale | Halbfinale |   |                  | Finale              | Finale | Finale | Finale | Finale | Finale | Finale |
|  |               |                            |               |               |               |  |  |            |                            |            |            |            |   |                  |                     |        |        |        |        |        |        |
|  |               |                            |               |               |               |  |  | 1          | Dümptener Füchse           | 3          | 7          | –          |   |                  |                     |        |        |        |        |        |        |
|  | 4             | ETV Lady Piranhhas Hamburg | 4             | 6PS           | 8             |  |  | 4          | ETV Lady Piranhhas Hamburg | 2          | 4          | –          |   |                  |                     |        |        |        |        |        |        |
|  | 5             | UHC Sparkasse Weißenfels   | 5V            | 5             | 2             |  |  |            |                            |            |            |            | 1 | Dümptener Füchse | 6                   | 8      | –      | x      | x      |        |        |
|  |               |                            |               |               |               |  |  |            |                            |            |            |            |   | 2                | MFBC Leipzig/Grimma | 2      | 5      | –      | x      | x      |        |
|  |               |                            |               |               |               |  |  | 2          | MFBC Leipzig/Grimma        | 2          | 3          | 5          |   |                  |                     |        |        |        |        |        |        |
|  | 3             | Red Devils Wernigerode     | 4             | 8             | 7             |  |  | 3          | Red Devils Wernigerode     | 3          | 1          | 4          |   |                  |                     |        |        |        |        |        |        |
|  | 6             | SSF Dragons Bonn           | 5             | 6             | 1             |  |  |            |                            |            |            |            |   |                  |                     |        |        |        |        |        |        |

V Sieg in der Overtime

PS Sieg nach dem Penalty-Shoutout

### Viertelfinale
| 26. März 2023 15:00 Uhr |  | UHC Sparkasse Weißenfels | 5:4 n. V. (1:0, 0:3, 3:1, 1:0) Spielbericht | ETV Lady Piranhhas Hamburg | Stadthalle Weißenfels, Weißenfels Zuschauer: 130 |

| 1. April 2023 13:00 Uhr |  | ETV Lady Piranhhas Hamburg | 6:5 n. PS. (3:2, 0:1, 2:2, 0:0, 1:0) Spielbericht | UHC Sparkasse Weißenfels | Schulzentrum Achter de Weiden, Schenefeld Zuschauer: 117 |

| 2. April 2023 13:00 Uhr |  | ETV Lady Piranhhas Hamburg | 8:2 (2:0, 5:2, 1:0) Spielbericht | UHC Sparkasse Weißenfels | Sporthalle Hoheluft, Hamburg Zuschauer: 102 |

| 26. März 2023 15:00 Uhr |  | SSF Dragons Bonn | 5:4 (2:2, 0:2, 3:0) Spielbericht | Red Devils Wernigerode | Sportpark Nord, Bonn Zuschauer: 43 |

| 1. April 2023 13:00 Uhr |  | Red Devils Wernigerode | 8:6 (4:2, 1:2, 3:2) Spielbericht | SSF Dragons Bonn | Stadtfeldhalle, Wernigerode Zuschauer: 72 |

| 2. April 2023 13:00 Uhr |  | Red Devils Wernigerode | 7:1 (0:0, 5:1, 2:0) Spielbericht | SSF Dragons Bonn | Stadtfeldhalle, Wernigerode Zuschauer: 72 |

### Halbfinale
| 7. April 2023 16:00 Uhr |  | ETV Lady Piranhhas Hamburg | 2:3 (0:0, 0:1, 2:2) Spielbericht | Dümptener Füchse | Sporthalle Hoheluft, Hamburg Zuschauer: 125 |

| 15. April 2023 15:30 Uhr |  | Dümptener Füchse | 7:4 (3:0, 1:0, 3:4) Spielbericht | ETV Lady Piranhhas Hamburg | Sporthalle Holzstraße, Mülheim an der Ruhr Zuschauer: 185 |

| 16. April 2023 15:30 Uhr |  | Dümptener Füchse | – Spiel hat nicht stattgefunden | ETV Lady Piranhhas Hamburg | Sporthalle Holzstraße, Mülheim an der Ruhr |

| 8. April 2023 18:00 Uhr |  | Red Devils Wernigerode | 3:2 (0:1, 1:0, 2:1) Spielbericht | MFBC Leipzig/Grimma | Stadtfeldhalle, Wernigerode Zuschauer: 107 |

| 15. April 2023 16:00 Uhr |  | MFBC Leipzig/Grimma | 3:1 (0:0, 1:0, 2:1) Spielbericht | Red Devils Wernigerode | Sporthalle am Rabet, Leipzig Zuschauer: 131 |

| 16. April 2023 13:00 Uhr |  | MFBC Leipzig/Grimma | 5:4 (2:1, 0:2, 3:1) Spielbericht | Red Devils Wernigerode | Brüderstraße, Leipzig Zuschauer: 140 |

### Spiel um Platz 3
| 29. April 2023 16:00 Uhr |  | Red Devils Wernigerode | 6:1 (2:0, 1:1, 3:0) Spielbericht | ETV Lady Piranhhas Hamburg | Stadtfeldhalle, Wernigerode Zuschauer: 331 |

### Finale
| 29. April 2023 16:00 Uhr |  | MFBC Leipzig/Grimma | 2:6 (0:2, 2:1, 0:3) Spielbericht | Dümptener Füchse | Sporthalle am Rabet, Leipzig Zuschauer: 170 |

| 6. Mai 2023 15:30 Uhr |  | Dümptener Füchse | 8:5 (2:0, 1:2, 5:3) Spielbericht | MFBC Leipzig/Grimma | Sporthalle Holzstraße, Mülheim an der Ruhr Zuschauer: 200 |

| 7. Mai 2023 13:30 Uhr |  | Dümptener Füchse | – Spiel hat nicht stattgefunden | MFBC Leipzig/Grimma | Sporthalle Holzstraße, Mülheim an der Ruhr |